# Richard Simmons
Richard Simmons (New Orleans (Louisiana), 12 juli 1948 – Los Angeles, 13 juli 2024) was een Amerikaanse fitnesscoach en televisiepersoonlijkheid die bekend stond om zijn energieke en flamboyante persoonlijkheid. Hij werd vooral bekend door zijn optredens in televisieprogramma's, fitnessvideo's en zijn fitnessclub in Beverly Hills genaamd Slimmons.

## Carrière
Simmons opende zijn eerste fitnessstudio in Beverly Hills in 1974, Slimmons. Het werd een populaire bestemming voor mensen die op zoek waren naar een positieve omgeving om te sporten. Hij brak door bij het grote publiek met de lancering van zijn fitnessvideo's zoals Sweatin' to the Oldies en Dance Your Pants Off.  
Simmons was in de jaren 80 en 90 een veelgevraagd gast in televisieprogramma's vanwege zijn unieke persoonlijkheid en aanstekelijke enthousiasme voor fitness. Hij verscheen ook als gastacteur in verschillende televisieseries en films, waaronder General Hospital, CHiPs, en The Larry Sanders Show.
In de latere jaren van zijn carrière trok Simmons zich terug uit de openbaarheid en verlegde zijn aandacht naar liefdadigheidswerk en het ondersteunen van mensen met overgewicht en obesitas.

## Persoonlijk leven
Richard Simmons sprak altijd openlijk over zijn eigen worstelingen met overgewicht en zijn persoonlijke zoektocht naar gezondheid en welzijn. Hij is nooit getrouwd geweest en heeft geen kinderen.
Simmons overleed een dag na zijn 76e verjaardag.
- Gemeinsame Normdatei: 1282917722
- International Standard Name Identifier: 0000 0003 5419 3517
- Library of Congress Control Number: n80062789
- MusicBrainz: 8cb8dc40-cc36-4885-92f7-c512c0b081a0
- Nationale bibliotheek van Australië: 36062948
- Nationale Bibliotheek van Israël: 987007413770205171
- Trove: 1205003
- Virtual International Authority File: 23438733
- WorldCat: E39PBJrRfYWTX873C9rYkkG4MP